# Кубок Полтавської області з футболу 2022
У розіграші Кубка Полтавської області 2022 року взяли участь 4 команд. Переможець — «Олімпія» (Савинці), яка стала 6-разовим володарем трофею.
| 5 жовтня півфінал, перший матч |

| «Стандарт» (Нові Санжари) | 2:0 | «Сула» (Засулля) |
| ------------------------- | --- | ---------------- |
|                           |     |                  |

|  |

| 5 жовтня півфінал, перший матч |

| «Олімпія» (Савинці) | 2:0      | «Дружба» (Очеретувате) |
| ------------------- | -------- | ---------------------- |
| Бурляй, Кунєв       | Протокол |                        |

|  |

| 26 жовтня півфінал, другий матч |

| «Сула» (Засулля) | 1:7 | «Стандарт» (Нові Санжари) |
| ---------------- | --- | ------------------------- |
|                  |     |                           |

|  |

| 26 жовтня півфінал, другий матч |

| «Дружба» (Очеретувате) | 0:2      | «Олімпія» (Савинці) |
| ---------------------- | -------- | ------------------- |
|                        | Протокол |                     |

|  |

| 2 листопада 13:00 фінал |

| «Стандарт» (Нові Санжари) | 1:3 | «Олімпія» (Савинці) |
| ------------------------- | --- | ------------------- |
|                           |     |                     |

| «Юність», Горішні Плавні |